# Miranda Seymour
Miranda Jane Seymour (8 de agosto de 1948) es una crítica literaria, novelista y biógrafa inglesa. 

## Primeros años
Miranda Seymour tenía dos años de edad cuando sus padres se mudaron a Thrumpton Hall, la antigua casa familiar en Nottinghamshire. Esta mansión, de estilo arquitectónico jacobino, se encuentra al sur del Río Trent en la villa de Thrumpton. El padre de Miranda, George Fitzroy Seymour, amaba las carreras de motocicletas y los automóviles clásicos. 

## Carrera
Miranda Seymour ha escrito libros para niños, novelas y varias biografías aclamadas por la crítica. También se ha desempeñado como periodista en diarios y publicaciones literarias, tales como el The New York Times, The Los Angeles Times, The London Review of Books, The Guardian, The Sunday Times, The Times Literary Supplement y el The Economist. Además, es miembro de la Royal Society of Literature, de la Royal Society of Arts y recientemente ha trabajado como profesora en la Universidad Nottingham Trent.
En 2001, Miranda Seymour investigó sobre Hellé Nice, un glamoroso pero olvidado piloto de carreras francés durante la década de 1930. En 2004, después de una amplia investigación y basándose en fuentes fidedignas, Seymour publicó un libro muy aclamado sobre la vida extraordinaria y finalizada en tragedia de Hellé Nice. Su publicación más reciente es In My Father's House: Elegy for an Obsessive Love (Simon and Schuster, UK). El mismo libro fue publicado en los Estados Unidos con el título Thrumpton Hall (Harper Collins) y ha ganado el Pen Ackerley Prize for Memoir of the Year de 2008. Siempre atraída por personajes inusuales y desafiantes, ha publicado también la biografía de una estrella cinematoráfica de los 30, Virginia Cherrill, basando su obra en un archivo privado. 

## Vida personal
En 1972 contrajo matrimonio con el novelista e historiador Andrew Sinclair y tuvieron un hijo, Merlín; su segundo matrimonio, con Anthony Gottlieb, quien se convertiría en el editor ejecutivo de The Economist y autor de una historia de la filosofía occidental, terminó en 2003. Un viaje a través del Atlántico hacia los Estados Unidos la llevó a conocer a Ted Lynch, un bostoniano, con quien se casó en 2006. Miranda Seymour, en la actualidad, divide su tiempo entre Londres y Thrumpton Hall, ya que debe viajar por motivos familiares para asistir a bodas u otros eventos.